# Barett

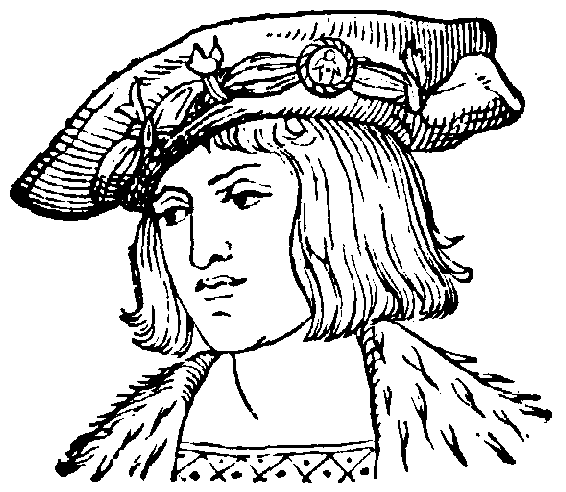
Man med barett (1500-talet)

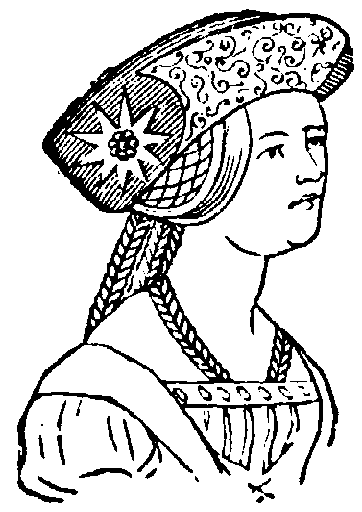
Kvinna med barett (1500-talet)

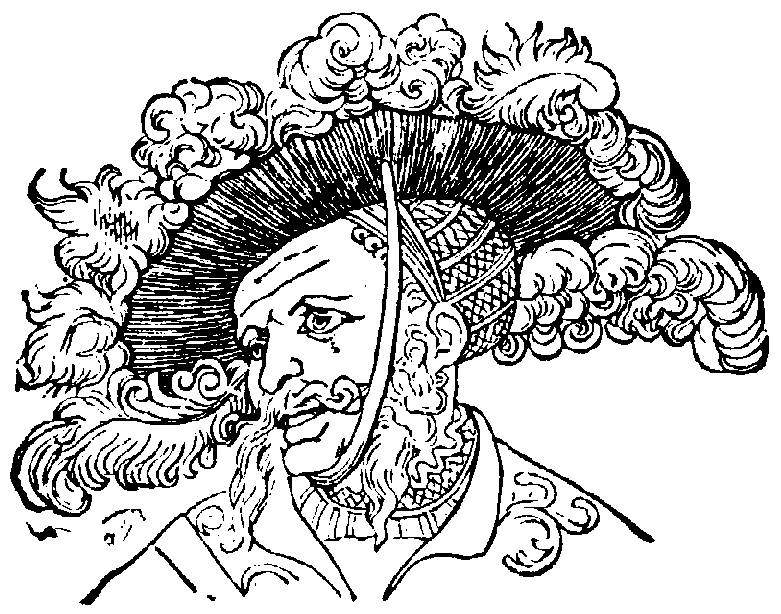
Snobb med barett (1500-talet)

En barett är en platt, rund eller fyrkantig, ibland åttkantig huvudbonad, vanligen med större eller mindre brätten. 1500-talets barett, ofta sydd av sammetstyg, pryddes ofta med plymer och broderier.. Den blev vanlig under slutet av medeltiden och under 1500-talets tre första årtionden var den nästan den enda huvudbonaden för män och kvinnor. Därefter blev huvudsakligen den inskränkt till att användas av präster, lärda, domare och advokater, vilka i vissa länder fortfarande bär den. 1500-talets landsknektar och modemedvetna bar breda baretter med överdådig fjäderprydnad.
I Finland använder man i militära sammanhang termen barett för det som man i Sverige kallar basker.